# 星医療酸器
株式会社星医療酸器（ほしいりょうさんき、英語：HOSHIIRYO-SANKI CO.,LTD.）は、東京都足立区に本社を置く医療用ガスを専門に取り扱う企業。関東圏では医療用ガス首位であり、同エリアではシェア3割強の顧客基盤を持つ。東証スタンダード市場（証券コード：7634）に上場。

## 概要
1960年、創業者である星一成が東京都北区岩渕町にて「星プロパン」の社名で創業。当初、隣接する埼玉県川口市では鋳物産業が盛んであり、プロパンガスの需要が高かっため、妻である星孝子と2人でプロパンガスをメインに販売していた。
その後商いを続けていく中で、1969年頃から徐々に医療用酸素の供給を開始。暫くはプロパンガスと医療用酸素の両方を供給していたが、鋳物工場の衰退や、医療用酸素の需要拡大といった市場変化に対応する形で、メインの商いを医療用酸素にシフトしていった。1974年4月に社名も現在の「星医療酸器」に改める。
現在の会長は星一成の実弟である星昌成。社長には星一成の次男である星幸男が就任しており、代表権を有している。
2000年2月18日に東証JASDAQに株価2,000円で株式公開。
主力事業の医療用ガス事業は業界首位。医療用ガス事業の他、医療用ガス設備工事、在宅医療関連事業（HOT、CPAP等）、介護福祉事業としての福祉用具レンタルや通所介護施設（デイサービス）、有料老人ホームの運営管理等も行う。近年は在宅医療の需要が高まり、在宅医療事業の業績が好調。
国内5か所（東京都足立区、神奈川県綾瀬市、茨城県小美玉市、大阪府交野市、愛知県小牧市）に自社の医療用酸素充填工場を保有しており、24時間365日で供給可能な体勢をとっている。

## 事業内容
- 医療用ガス事業

医療用ガスの製造及び販売、医療用ガス関連商品の企画及び販売。
→医療用酸素がメイン。笑気ガス、液体窒素、炭酸ガス、亜酸化窒素、希ガス等も幅広く取り扱う。
- 在宅医療事業

呼吸領域の在宅医療に関するレンタル業務、在宅関連商品の販売。
→酸素濃縮器、CPAPのレンタルがメイン。在宅人工呼吸器、ハイフロー、LICトレーナー（自社商品）等も取り扱う。
- 設備工事事業

医療用ガス配管設備工事及びメンテナンス業務、消火設備工事業務。
→医療用ガス配管工事がメイン。付随するメンテナンスも行う。スプリンクラーやLED照明、空調設備の改修工事も請け負う。
- 介護福祉事業

介護福祉関連商品のレンタル及び販売、訪問看護・リハビリステーションの運営。
→ベッド、車椅子、杖等の福祉用具がメイン。訪問看護や介護レンタルショップを中心に営業エリアを拡大。
- 施設介護事業

有料老人ホーム、デイサービスの運営。
→「ライフステージ阿佐ヶ谷」を中心に、「あしつよ・文京」「あしつよ 巣鴨」「あしつよ 王子」を運営。
- その他事業

医療器具関連商品の販売、看護学校関連商品の販売
→病院やクリニックで必要な医療消耗品を幅広く取り扱う。看護学校で使用する聴診器、衣類、温度計、パルスオキシメーターの販売等も手掛ける。

## 沿革
- 1960年 - 星一成が「星プロパン」の社名で創業。
- 1974年4月 - 東京都北区岩渕町（現赤羽岩淵）に、株式会社星医療酸器(資本金5,000千円)を設立。
- 1979年1月 - 一般建設業(管工事業)許可を取得し、病院等の医療用ガス配管設備工事メンテナンス等を開始。
- 1988年9月 - 東京都足立区に東京事業所を開設。同所に酸素充填工場を新設。
- 1989年11月 - 東京都足立区に株式会社エイ・エム・シー(製造子会社)を設立。
- 1993年6月 - 茨城県東茨城郡に株式会社アイ・エム・シー(製造子会社)を設立。
- 1995年12月 - 神奈川県綾瀬市に株式会社ケイ・エム・シー(製造子会社)を設立。
- 2000年2月 - 東証JASDAQへ株価2,000円で株式公開。
- 2001年8月 - 本社を東京都足立区入谷に移転。
- 2003年9月 - 株式会社星医療酸器関西(連結子会社：資本金80,000千円)を設立。
- 2003年9月 - 株式会社星医療酸器東海(連結子会社：資本金30,000千円)を設立。
- 2005年12月 - 有料老人ホーム「ライフステージ阿佐ヶ谷」の運営を開始。
- 2006年12月 - M＆Aを機に看護学校向け商材取り扱い開始。
- 2010年10月16日 - 株式会社星コーポレーション（連結子会社）を吸収合併。
- 2012年12月 - 通所介護施設（デイサービス）「あしつよ・文京」を開設。居宅介護支援事業所及び訪問介護事業所「ライフステージ阿佐ヶ谷ケアセンター」併設
- 2014年2月 -  通所介護施設（デイサービス）「あしつよ 巣鴨」を開設。
- 2014年8月 - 訪問看護・居宅介護支援事業所「星医療酸器訪問看護・リハビリステーション巣鴨」を開設。
- 2014年12月 - 通所介護施設（デイサービス）「あしつよ 王子」を開設。
- 2015年4月 - 株式会社星エンジニアリング（連結子会社）を吸収合併。
- 2015年11月 - 『ISO9001』取得
- 2016年4月 - 訪問看護・居宅介護支援事業所「星医療酸器訪問看護・リハビリステーション阿佐ヶ谷」を開設。
- 2017年4月 - 訪問看護・居宅介護支援事業所「星医療酸器訪問看護・リハビリステーション王子」を開設。
- 2018年3月 - 創業の地である東京都北区赤羽に、研修センター併設の社員寮「星乃荘」を開設。
- 2020年2月 - 訪問看護・居宅介護支援事業所「こころ訪問看護リハビリテーション板橋」を開設。
- 2020年11月 -  訪問看護・居宅介護支援事業所「神谷町訪問看護ステーション」を開設。
- 2021年4月 - 在宅医療支援システムをリニューアルし「Pallet's-R」をリリース。
- 2022年8月 - 茨城事業所内に「高圧ガス容器再検査場」「試験センター」開設。
- 2023年4月 - M＆Aを機に福祉用具販売貸与・居宅支援事業所「介護ショップふれんず」を運営。
- 2023年9月 - 愛知県小牧市に株式会社テイ・エム・シー（製造子会社）を設立。
- 2023年11月 -  星をイメージした企業キャラクター『すーたん』が誕生。
- 2024年4月 - 株式会社星医療酸器関西と株式会社星医療酸器東海を吸収合併。
- 2024年4月 - 4月15日に設立50周年を迎える。

## 本社・営業拠点
- 本社：東京都足立区入谷7-11-18

- 営業所：千葉支店（千葉県千葉市）、福岡支店（福岡県福岡市）、名古屋事業所（愛知県小牧市）、東京事業所（東京都足立区）、北関東事業所（群馬県伊勢崎市）、茨城事業所（茨城県小美玉市）、神奈川事業所（神奈川県綾瀬市）、東北事業所（宮城県仙台市）、西東京事業所（東京都国立市）、栃木事業所（栃木県鹿沼市）、甲府事業所（山梨県中巨摩郡）、札幌営業所（北海道札幌市）、郡山営業所（福島県郡山市）、埼玉営業所（埼玉県桶川市）、南東京営業所（東京都品川区）、京浜営業所（神奈川県川崎市）、横浜営業所（神奈川県横浜市）、静岡営業所（静岡県静岡市）、大阪事業所（大阪府交野市）、尼崎営業所（兵庫県尼崎市）、宮崎営業所（宮崎県宮崎市）、松戸営業所（千葉県松戸市）、岩手営業所（岩手県盛岡市）、浜松営業所（静岡県浜松市）、沼津営業所（静岡県裾野市）、三河営業所（愛知県岡崎市）、四日市営業所（三重県四日市市）、京都営業所（京都府京都市）、西神戸営業所（兵庫県神戸市）、徳島営業所（徳島県板野郡）、岡山営業所（岡山県倉敷市）

- 有料老人ホーム：ライフステージ阿佐谷（東京都杉並区）

- デイサービス：あしつよ・文京（東京都文京区)、 あしつよ巣鴨 （東京都豊島区)、 あしつよ王子 （東京都北区)

- 訪問介護ステーション：星医療酸器訪問看護・リハビリステーション巣鴨（東京都文京区) 、星医療酸器訪問看護・リハビリステーション阿佐ヶ谷（東京都杉並区)、 星医療酸器訪問看護・リハビリステーション王子（東京都北区)、星医療酸器訪問看護・リハビリステーション巣鴨　荒川サテライト（東京都荒川区）、こころ訪問看護リハビリテーション板橋（東京都板橋区）、神谷町訪問看護ステーション（東京都港区）